# 신고전주의 건축

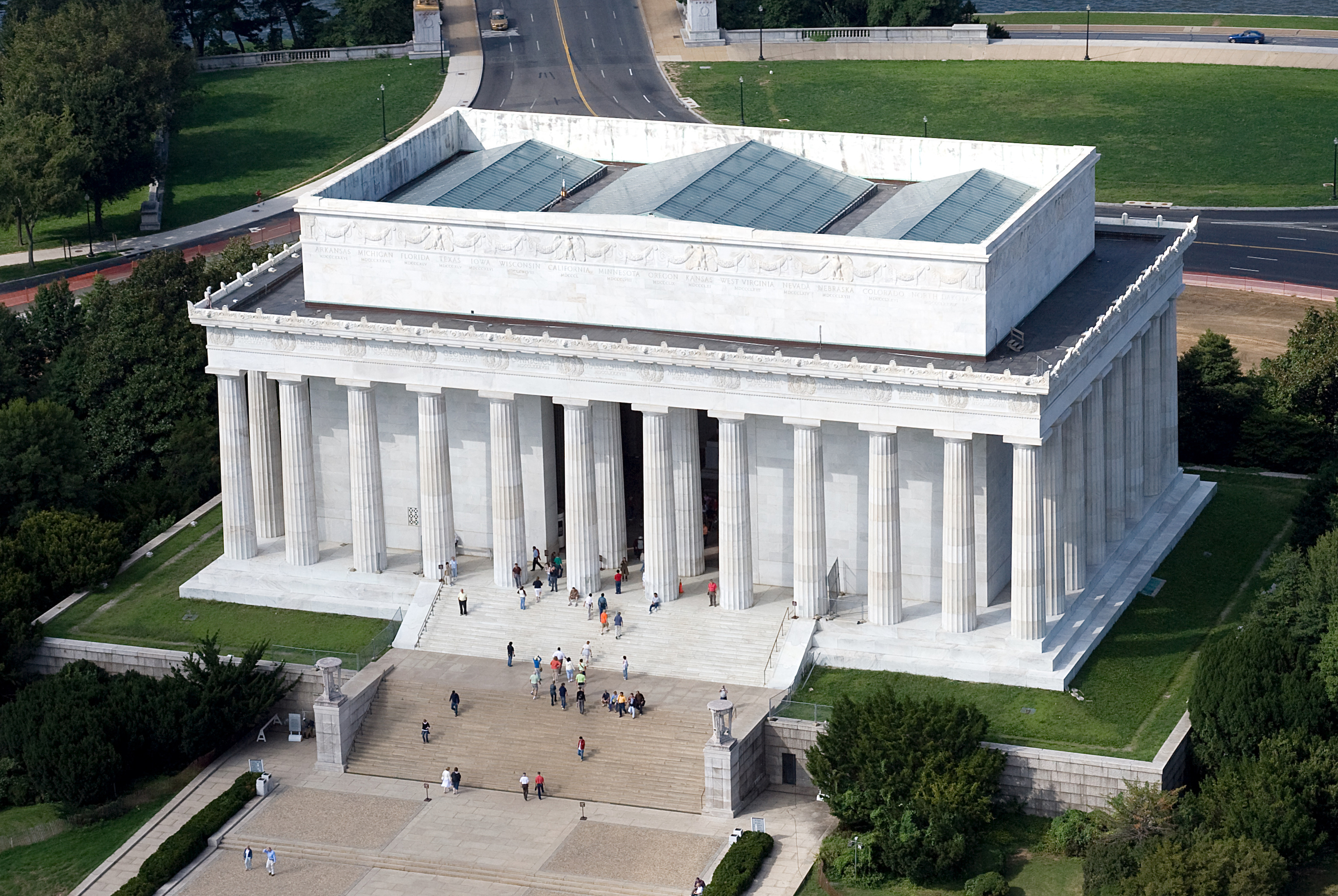

신고전주의 건축(新古典主義建築)은 18세기 후반에 계몽 사상과 혁명 정신을 배경으로 프랑스에서 흥한 건축 양식이다. 로코코 예술의 과도한 장식성과 경박함에 대한 반동으로 장엄함과 숭고한 아름다움을 갖춘 건축이 모색됐지만, 이윽고 19세기의 역사주의, 양식 악용 속에 매몰했다.